# Текерідеамані II
Текерідеамані II (д/н — 265/266) — цар (коре) Куша близько 245/246—265/266 років.

## Життєпис
Походження достеменно невідомо. Тривалий час його ототожнювали до царя Текерідеамані I, проте археологічні розвідки поховання останнього довели, що той панував в II ст. Водночас Текерідеамані II відносять до III ст.
Напевне близько 246 року повалив царя Машадеахела, захопивши трон. Найважливішим пам'ятником є демотичний напис у храмі Ісіди у Філах, де згадується ім'я цього царя. Напис датований 10 квітня 253 року і є поки що єдиною надійною датою в ранній нубійській історії. Ще один напис на цьому місці згадує 20-й рік неназваного кушитського царя. Існує кілька причин, що датують цей напис приблизно 265/266 року, відносячи його також до Текерідеамані II.
Йому спадкувала дружина або сестра чи донька Малекорабар.